# 양-밀스 방정식
이론물리학 또는 수학, 특히 미분기하학 및 게이지 이론에서 양-밀스 방정식(영어: Yang–Mills equations)은 어떤 선형 다발 또는 주다발 접속에 대한 어떤 연립 편미분 방정식이다. 이들은 물리학에서 양-밀스 작용 함수의 오일러-라그랑주 방정식으로 발생한다. 그들은 또한 수학에서 중요한 용도를 찾았다.
양-밀스 방정식의 해는 양-밀스 접속 또는 순간자라고 한다. 순간자들의 모듈라이 공간은 도날드슨 정리를 증명하기 위해 사이먼 도날드슨에 의해 사용되었다.

## 동기 부여

### 물리학
게이지 이론에 대한 기초 논문에서 로버트 밀스와 양전닝은 물리 이론에 적용되는 게이지 대칭 및 게이지 불변의 개념을 설명하기 위해, 본질적으로 수학 문헌들과 독립적으로, 주다발과 접속에 대한 연구를 했다(그들의 연구 중 수학적 부분은 이미 수십 년 전부터 엘리 카르탕, 천싱선, 앙드레 베유 등의 수학자들이 물리학과의 연관성에 대한 생각없이, 발전시켜 놓았었다. 하지만 당시 물리학자들에게 까지 알려져 있지는 않았던 것 같다.) 양전닝과 로버트 밀스가 발견한 게이지 이론인 양-밀스 이론은, 볼프강 파울리와 다른 학자들이 {\displaystyle \operatorname {U} (1)}-게이지 이론으로 표현한, 맥스웰 방정식에 대한 제임스 맥스웰의 고전적 작업을 일반화했다. 양전닝과 로버트 밀스가 한 작업의 참신함은, 구조 군 (또는 물리학에서는 게이지 군, 자세한 내용은 게이지 군(수학) 참조)이라고 하는 리 군 {\displaystyle G}의 임의 선택에 대한 게이지 이론을 정의하는 것이다. 이 군은  {\displaystyle \operatorname {U} (1)}-게이지 이론에서와는 다르게 비 아벨 군일 수 있다. {\displaystyle G=\operatorname {U} (1)}인 경우는 전자기학에 해당하며, 그러한 대상을 논의하는 올바른 수학적 틀은 주다발 이론이다.
양전닝과 로버트 밀스의 작업의 요지는 다음과 같다. 하나는 물리적 모델의 기본적 설명은 장을 사용한 설명이라고 가정하고, 국소 게이지 변환 (주다발의 국소 자명화의 변경)에서 이러한 물리적 장은 정확히 접속 {\displaystyle A}(물리학에서 게이지 장)이 주다발 변환에서 변환되는 방식으로 변환해야 한다. 게이지 장 강도는 접속 곡률 {\displaystyle F_{A}}이다. 게이지 장의 에너지는 양-밀스 작용 함수
{\displaystyle \operatorname {YM} (A)=\int _{X}\|F_{A}\|^{2}\,d\mathrm {vol} _{g}.}
에 의해(상수 값까지) 제공된다.
최소 작용의 원리는 이 물리 이론에 대한 올바른 운동 방정식이 아래에서 파생된 양-밀스 방정식인 이 범함수의 오일러-라그랑주 방정식에 의해 주어져야 함을 나타낸다.
{\displaystyle d_{A}\star F_{A}=0.}

### 수학
양-밀스 방정식의 물리적 의미를 완전히 무시하더라도 양-밀스 방정식 자체는 중요한 기하학적 관심사이다. 일반적으로 선형 다발 또는 주다발에 대한 자연스러운 접속의 선택은 없다. 이 다발이 리만 다양체에 대한 접다발인 특수한 경우에는 레비-치비타 접속과 같은 자연스러운 선택이 있지만 일반적으로 가능한 선택들이 이루는 무한 차원 공간이 있다. 양-밀스 접속은 앞으로 설명하는 것처럼 일반적인 올다발에 대한 연결의 일종의 자연스러운 선택을 제공한다.
접속은 자명화 열린 덮개 {\displaystyle \{U_{\alpha }\}}와 다발 {\displaystyle P\to X}에 대해 접속의 국소 형식 {\displaystyle A_{\alpha }\in \Omega ^{1}(U_{\alpha },\operatorname {ad} (P))}으로 정의된다. 정식 접속을 선택하려는 첫 번째 시도는 이러한 형식이 사라지도록 요구하는 것일 수 있다. 그러나 자명화가 평평하지 않으면 불가능하다. 여기서 평평한 자명화란, 추이 사상 {\displaystyle g_{\alpha \beta }:U_{\alpha }\cap U_{\beta }\to G}들이 상수 함수라는 의미이다. 모든 다발이 평평한 것은 아니므로 이는 일반적으로 가능하지는 않다. 대신 국소 접속 형식 {\displaystyle A_{\alpha }}들 자신들이 상수인 경우를 고려 할 수 있다. 주 다발에서 이 조건을 표현하는 올바른 방법은 곡률 {\displaystyle F_{A}=dA+{\frac {1}{2}}[A,A]}이 사라진다는 조건이다. 그러나 천–베유 이론에 의해 곡률 {\displaystyle F_{A}}이 사라지면(즉, {\displaystyle A}가 평평한 접속인 경우), 기저에 깔린 주다발은 자명한 천 특성류를 가져야 한다. 이는 평평한 접속의 존재에 대한 위상수학적 걸림돌이다. 모든 주다발이 평평한 접속을 가질 수 있는 것은 아니다.
이 때, 바랄 수 있는 최선은 곡률이 사라지는 대신 다발의 곡률이 가능한 한 작도록 만드는 것이다. 위에서 설명한 양-밀스 작용 범함수는 정확히 곡률의 {\displaystyle L^{2}}-노름(의 제곱)과 오일러-라그랑주 방정식은 절대 최소값 또는 국소 최소값 중 하나인 이 범함수의 임계점을 설명한다 즉, 양-밀스 접속은 정확히 곡률을 최소화하는 연결이다. 이런 의미에서 그것들은 수학적 관점에서 다양체보다 주 또는 선형 다발에 대한 접속의 자연스러운 선택이다.

## 정의
{\displaystyle X}를 콤팩트 유향 리만 다양체라 하자. 양-밀스 방정식은 선형 다발 또는, 일부 콤팩트 리 군 {\displaystyle G}의 경우, {\displaystyle X} 위의 {\displaystyle G}-주다발에 대한 접속에 대해 표현될 수 있다. 여기서 후자의 규칙이 제시된다. {\displaystyle P}가 {\displaystyle X} 위의 {\displaystyle G}-주다발이라 하자. 그런 다음 {\displaystyle P} 위의 접속은 주 다발의 전체 공간에 대한 리 대수 값 미분 형식 {\displaystyle A}으로 특정 될 수 있다. 이 연결에는 곡률 형식 {\displaystyle F_{A}}이 있다. 이것은 {\displaystyle P}의 딸림 다발 {\displaystyle \operatorname {ad} (P)}의 값을 가지는 {\displaystyle X} 위의 제 2형식이다. 접속 {\displaystyle A}에 연관된 공변 외미분 {\displaystyle d_{A}}는, 딸림 다발에 정의되어 있다. 추가적으로, {\displaystyle G}가 콤팩트하므로, 연관된 콤팩트 리 대수는 딸림 표현 아래에서 불변인 내적을 인정한다.
{\displaystyle X}가 리만 다양체이므로, 여접다발에 내적이 있고 {\displaystyle \operatorname {ad} (P)} 위의 불변 내적과 결합된다. 다발 {\displaystyle \operatorname {ad} (P)\otimes \Lambda ^{2}T^{*}X}에 {\displaystyle \operatorname {ad} (P)}-값을 가지는 {\displaystyle X} 위의 제 2형식의 내적이 있다. {\displaystyle X}가 유향 이므로, 다발의 단면 위에 {\displaystyle L^{2}}-내적이 있다. 즉,
{\displaystyle \langle s,t\rangle _{L^{2}}=\int _{X}\langle s,t\rangle \,dvol_{g}}
여기서, 적분 안에서 다발 별로 내적이 사용되는 경우 {\displaystyle dvol_{g}}은 {\displaystyle X}의 리만 부피 형식이다. 이것을 사용하여 {\displaystyle L^{2}}-내적, 형식 수반 연산자 {\displaystyle d_{A}}에 의해 정의된다.
{\displaystyle \langle d_{A}s,t\rangle _{L^{2}}=\langle s,d_{A}^{*}t\rangle _{L^{2}}} .
이는 {\displaystyle d_{A}^{*}=\pm \star d_{A}\star }과 같이 명시적으로 주어진다. 여기서 {\displaystyle \star }는 제 2형식으로 작용하는 호지 별 연산자이다.

위의 설정을 가정하면 양-밀스 방정식은 다음과 같이 주어진 (일반적으로 비선형) 편미분 방정식의 계이다.

| {\displaystyle d_{A}^{*}F_{A}=0.}[4] | \| \| \| \| \| \| \| \| | (1) |
|                                      |                         |     |
|                                      |                         |     |
호지 별은 동형 사상이기 때문에 {\displaystyle d_{A}^{*}}에 대한 공식에 의해 양-밀스 방정식은 

| {\displaystyle d_{A}\star F_{A}=0} | \| \| \| \| \| \| \| \| | (2) |
|                                    |                         |     |
|                                    |                         |     |
임과 동치이다.
(1) 또는 (2)를 만족하는 접속을 양-밀스 접속이라고 한다.
모든 접속은 자동으로 비양키 항등식 {\displaystyle d_{A}F_{A}=0}을 충족한다. 그래서 양-밀스 접속은 조화 미분 형식의 비선형 아날로그로 볼 수 있다.
{\displaystyle d\omega =d^{*}\omega =0} .
이러한 의미에서 양-밀스 접속에 대한 검색은 미분 형식의  드람 코호몰로지 특성류에서 조화 대표를 찾는 호지 이론과 비교할 수 있다. 양-밀스 접속은 주 다발에서 가능한 모든 연결 집합의 조화 대표와 같다는 비유이다.

## 유도
양-밀스 방정식은 다음과 같이 정의되는 양-밀스 범함수의 오일러-라그랑주 방정식이다.
{\displaystyle \operatorname {YM} (A)=\int _{X}\|F_{A}\|^{2}\,d\mathrm {vol} _{g}.\quad \quad (3)}
이 범함수에서 방정식을 도출하기 위해 {\displaystyle P}에서 정의되는 모든 접속들이 이루는 공간 {\displaystyle {\mathcal {A}}}는 선형 공간 {\displaystyle \Omega ^{1}(P;{\mathfrak {g}})}를 본딴 아핀 공간임을 기억하라. 접속 {\displaystyle A}에 약간의 변형 {\displaystyle A+ta}을 주면 이 아핀 공간에서 곡률들은 다음과 같이 관련된다.
{\displaystyle F_{A+ta}=F_{A}+td_{A}a+t^{2}a\wedge a.}
(3)의 임계점을 결정하려면 다음을 계산하라.
{\displaystyle {\begin{aligned}{\frac {d}{dt}}\left(\operatorname {YM} (A+ta)\right)_{t=0}&={\frac {d}{dt}}\left(\int _{X}\langle F_{A}+t\,d_{A}a+t^{2}a\wedge a,F_{A}+t\,d_{A}a+t^{2}a\wedge a\rangle \,d\mathrm {vol} _{g}\right)_{t=0}\\&={\frac {d}{dt}}\left(\int _{X}\|F_{A}\|^{2}+2t\langle F_{A},d_{A}a\rangle +2t^{2}\langle F_{A},a\wedge a\rangle +t^{4}\|a\wedge a\|^{2}\,d\mathrm {vol} _{g}\right)_{t=0}\\&=2\int _{X}\langle d_{A}^{*}F_{A},a\rangle \,d\mathrm {vol} _{g}.\end{aligned}}}
접속 {\displaystyle A}는 양-밀스 범함수의 임계점은 이것이 모든 {\displaystyle a}에 대해 사라지는 경우에만 가능하다. 그리고 이것은 정확히 (1)이 만족될 때 발생한다.

## 양-밀스 접속의 모듈라이 공간
양-밀스 방정식은 게이지 불변이다. 게이지 변환은 주다발 {\displaystyle P}의 자기 동형 사상 {\displaystyle g}이다. 그리고 {\displaystyle \operatorname {ad} (P)}에 주어진 내적이 불변이므로 양-밀스 범함수는 다음을 충족한다.
{\displaystyle \operatorname {YM} (g\cdot A)=\int _{X}\|gF_{A}g^{-1}\|^{2}\,d\mathrm {vol} _{g}=\int _{X}\|F_{A}\|^{2}\,d\mathrm {vol} _{g}=\operatorname {YM} (A)}
그래서 만약 {\displaystyle A}가 (1)을 만족하면 {\displaystyle g\cdot A}도 그렇다.
양-밀스 접속 모듈로 게이지 변환의 모듈 공간이 있다. {\displaystyle P}의 자기 동형 사상들의 게이지 군은 {\displaystyle {\mathcal {G}}}로 표시된다. 몫 {\displaystyle {\mathcal {B}}={\mathcal {A}}/{\mathcal {G}}}은 게이지 변환을 기준으로 모든 접속들을 분류하고, 양-밀스 접속의 모듈라이 공간 {\displaystyle {\mathcal {M}}}은 부분 집합이다. 일반적으로 {\displaystyle {\mathcal {B}}}와 {\displaystyle {\mathcal {M}}}는 하우스도르프도 아니고 또는 매끄러운 다양체도 아니다. 그러나 기약 접속, 즉 홀로노미 군이 {\displaystyle G}의 모든 원소에 의해 제공되는 접속 {\displaystyle A}로 제한함으로써 하우스도르프 공간을 얻는다. 기약 접속들이 이루는 공간은 {\displaystyle {\mathcal {A}}^{*}}과 같이 표시된다. 그래서 모듈라이 공간이 {\displaystyle {\mathcal {B}}^{*}}과 {\displaystyle {\mathcal {M}}^{*}}으로 표시된다.
양-밀스 접속의 모듈라이 공간은 특정 상황에서 집중적으로 연구되었다. 마이클 아티야와 라울 보트는 콤팩트 리만 곡면에 대한 다발에 대한 양-밀스 방정식을 연구했다. 거기에서 모듈라이 공간은 정형 선형 다발의 모듈라이 공간 으로 대체 설명을 얻는다. 이것은 나라심하-세샤드리 정리이며, 도날드슨에 의해 정형 선형 다발에 대한 양-밀스 접속과 관련하여 이 형식으로 증명되었다. 이 설정에서 모듈라이 공간은 콤팩트 켈러 다양체의 구조를 갖는다. 양-밀스 접속의 계수는 기저 다양체의 차원이 가장 많이 연구되었다. {\displaystyle X} 4이다. 여기서 양-밀스 방정식은 2차 편미방에서 1차 편미방으로 단순화된 반자기 쌍대성 방정식을 허용한다.

## 반자기 쌍대성 방정식
기저 다양체 {\displaystyle X}의 차원이 4이면 우연의 일치가 발생한다 호지 별 연산자는 제 2형식를 제 2형식으로 사상한다.
{\displaystyle \star :\Omega ^{2}(X)\to \Omega ^{2}(X)} .
호지 별 연산자는 이 경우 항등식에 제곱하므로 고유값 {\displaystyle 1}, {\displaystyle -1}도 있다.  특히, {\displaystyle \star }의 양의 고유 공간과 음의 고유 공간
{\displaystyle \Omega ^{2}(X)=\Omega _{+}(X)\oplus \Omega _{-}(X)}
으로 분해된다. 자기 쌍대 및 반자기 쌍대 제 2형식. 4-다양체 {\displaystyle X} 위의 {\displaystyle G}-주다발의 접속 {\displaystyle A}이 {\displaystyle F_{A}={\star F_{A}}} 또는 {\displaystyle F_{A}=-{\star F_{A}}}을 만족하면, (2)에 의해 접속은 양-밀스 접속이다. 이러한 접속을 자기 쌍대 접속 또는 반자기 쌍대 접속 이라고 하며 방정식을 자기 쌍대 방정식 및 반자기 쌍대 방정식이라고 한다. 자기 쌍대 및 반자기 쌍대 접속의 공간은 각각 {\displaystyle {\mathcal {A}}^{+}}와 {\displaystyle {\mathcal {A}}^{-}}로 표시된다. 그리고 마찬가지로 {\displaystyle {\mathcal {B}}^{\pm }} 그리고 {\displaystyle {\mathcal {M}}^{\pm }}.
반자기 쌍대 접속들의 모듈라이 공간 또는 순간자는 {\displaystyle G=\operatorname {SU} (2)}이고 {\displaystyle X}가 단일 연결인 경우에 도날드슨에 의해 가장 집중적으로 연구되었다. 이 설정에서 {\displaystyle \operatorname {SU} (2)}-주다발은 두 번째 천 특성류{\displaystyle c_{2}(P)\in H^{4}(X,\mathbb {Z} )\cong \mathbb {Z} }로 분류된다. 주다발의 다양한 선택에 대해 흥미로운 성질을 가진 모듈라이 공간을 얻는다. 이러한 공간은 축약 가능한 접속을 허용하는 경우에도 하우스도르프이며 일반적으로 매끄럽다. 매끄러운 부분이 유향임을 도날드슨이 증명하였다. 아티야-싱어 지표 정리를 통해, {\displaystyle c_{2}(P)=k}인 경우 반자기 쌍대 접속의 모듈라이 공간 {\displaystyle {\mathcal {M}}_{k}^{-}}의 차원을 계산할 수 있다:
{\displaystyle \dim {\mathcal {M}}_{k}^{-}=8k-3(1-b_{1}(X)+b_{+}(X))}
여기서 {\displaystyle b_{1}(X)}는 {\displaystyle X}의 첫 번째 베티 수이다. 그리고 {\displaystyle b_{+}(X)}는 {\displaystyle X}의 교차 형식과 관련하여 {\displaystyle H_{2}(X,\mathbb {R} )}의 양의 정부호 부분 공간의 차원이다. 예를 들어, {\displaystyle X=S^{4}}, {\displaystyle k=1}일 때 교차 형식은 자명하고 모듈라이 공간은 차원 {\displaystyle \dim {\mathcal {M}}_{1}^{-}(S^{4})=8-3=5}을 갖는다. 이것은 {\displaystyle \mathbb {R} ^{4}} 안에서 중심과 그 규모를 정의하는 최대 5개의 매개변수 족을 기준으로 {\displaystyle S^{4}} 위에서 유일한 반자기 쌍대 순간자인 BPST 순간자의 존재와 일치한다. 이러한 {\displaystyle \mathbb {R} ^{4}} 위의 순간자들은 울렌벡의 제거 가능한 특이점 정리를 사용하여 무한대의 점을 가로질러 확장될 수 있다.

## 응용

### 도날드슨의 정리
양-밀스 방정식의 모듈라이 공간은 도날드슨이 단일 연결 4차원 다양체의 교차 형식에 대한 도날드슨의 정리를 증명하기 위해 사용했다. 클리포트 타우베스와 카렌 울렌벡의 연구 결과를 사용하여 도날드슨은 특정 상황(교차 형식이 정부호일 때)인 경우, 매끄러운 콤팩트 유향 단일 연결 4-다양체 {\displaystyle X} 위에서 반자기 쌍대 순간자의 모듈라이 공간이  다양체 자체의 사본과 복소 사영 평면 {\displaystyle \mathbb {CP} ^{2}}의 사본의 분리된 합집합 사이에 보충 경계를 제공함을 보여줄 수 있었다. 교차 형식은 동형사상을 기준으로 보충 경계 불변이며, 그러한 매끄러운 다양체는 대각화 가능한 교차 형식를 가짐을 보여준다.
반자기 쌍대 순간자의 모듈라이 공간은 4-다양체의 추가 불변량을 정의하는 데 사용될 수 있다. 도날드슨은 모듈라이 공간에서 코호몰로지 특성류의 쌍에서 발생하는 4-다양체와 관련된 유리수를 정의했다. 이 작업은 이후 자이베르그–위튼 불변량에 의해 능가되었다.

### 차원 축소 및 기타 모듈라이 공간
차원 축소 과정을 통해 양-밀스 방정식을 사용하여 미분 기하학 및 게이지 이론에서 다른 중요한 방정식을 얻을 수 있다. 차원 축소는 4-다양체(일반적으로 {\displaystyle \mathbb {R} ^{4}})에 대해 양-밀스 방정식을 취하고 해가 대칭 군에서 불변하는 조건을 추가하는 과정이다. 예를 들어:
- 반자기 쌍대성 방정식이 {\displaystyle \mathbb {R} ^{4}}의 단일 방향 변환에 대해 불변이라는 조건을 추가함으로써, {\displaystyle \mathbb {R} ^{3}} 위에서 자기 홀극을 설명하는 보고몰니 방정식을 얻는다.
- 자기 쌍대성 방정식이 두 방향으로의 변환에 대해 불변하는 조건을 추가하면, 히친이 처음으로 조사한 히친의 방정식을 얻는다. 이러한 방정식은 자연스럽게 힉스 다발 및 히친 계에 대한 연구로 이어진다.
- 반자기 쌍대성 방정식이 세 방향으로의 변환에 대해 불변하는 조건을 추가하면, 어떤 구간에서 남 방정식을 얻는다.

{\displaystyle \mathbb {R} ^{3}}와 {\displaystyle \mathbb {R} } 위에 차원 축소된 반자기 쌍대 방정식의 해 사이에는 쌍대성이 있다. 남 방정식 데이터에서 홀극을 구성하는 방법을 처음 설명한 베르너 남의 이름을 따서 이를 남 변환이라고 한다. 히친은 그 반대를 보여주었고 도날드슨은 남 방정식에 대한 해가 복소 사영 직선에서 자체로의 유리 사상의 모듈라이 공간에 추가로 연결될 수 있음을 증명했다.
이러한 해에 대해 관찰된 쌍대성은 4차원 다양체의 임의의 쌍대 대칭 군을 유지하는 것으로 이론화된다. 실제로 {\displaystyle \mathbb {R} ^{4}} 내부의 쌍대 격자 아래에서 변하지 않는 순간자 사이에는 유사한 쌍대성이 있으며, 쌍대 4차원 토리의 순간자 및 ADHM 구성은 {\displaystyle \mathbb {R} ^{4}} 위의 순간자와 단일 점에 대한 쌍대 대수 데이터 사이의 쌍대성으로 생각할 수 있다.
반자기 쌍대 방정식의 대칭 축소는 또한 많은 적분가능계로 이어진다. 예를 들어 SU(2) 반자기 쌍대 양밀스의 축소는 사인-고든 및 코르테버흐–드 프리스 방정식을 제공한다. {\displaystyle \mathrm {SL} (3,\mathbb {R} )} 반자기 쌍대 양-밀스는 치체이카 방정식을 제공하고 특히 {\displaystyle 2+1} 차원으로의 축소는 Ward의 통합 가능한 키랄 모델을 제공한다 이러한 의미에서 그것은 적분가능계에 대한 '마스터 이론'이며 게이지 군 및 대칭 감소 체계의 선택과 같은 적절한 매개변수를 선택하여 많은 알려진 계를 복구할 수 있다. 다른 마스터 이론은 4차원 천-사이먼스 이론과 아핀 가우딘 모델이다.

### 천-사이먼스 이론
콤팩트 리만 곡면 {\displaystyle \Sigma }에 대한 양-밀스 방정식의 모듈라이 공간은 원기둥 {\displaystyle \Sigma \times [0,1]}에서 전-사이먼스 이론의  대한 짜임새 공간으로 볼 수 있다. 이 경우 모듈라이 공간은 나이절 히친과 악셀로드–델라 피에트라–위튼이 독립적으로 발견한 기하학적 양자화를 허용한다.

## 같이 보기
- 접속(선형 다발)
- 접속(주다발)
- 도날드슨 이론
- 허미션 양-밀스 방정식
- 변형된 허미션 양-밀스 방정식
- 양–밀스–힉스 방정식

## 노트
1. ↑  For a proof of this fact, see the post https://mathoverflow.net/a/265399.